# NGC 1706
NGC 1706 é uma galáxia espiral (Sab) localizada na direcção da constelação de Dorado. Possui uma declinação de -62° 59' 10" e uma ascensão recta de 4 horas, 52 minutos e 31,1 segundos.
A galáxia NGC 1706 foi descoberta em 25 de Dezembro de 1837 por John Herschel.